# Gabunia ruficoxis
Gabunia ruficoxis là một loài tò vò trong họ Ichneumonidae.